# Lista de funiculares de Portugal
Em Portugal existem nove funiculares em funcionamento e um encerrado (dados de 2021).
| fotos | Designação    | Nome        | Local.           | Anos              | long. | desn. | decl. |
| ----- | ------------- | ----------- | ---------------- | ----------------- | ----- | ----- | ----- |
|       | Elevador de   | Santa Luzia | Viana do Castelo | 1923-2001 + 2005- | 650 m | 160 m | 25%   |
|       | Elevador da   | Nazaré      | Nazaré           | 1889-1963 + 1968- | 318 m | 134 m | 42%   |
|       | Elevador da   | Bica        | Lisboa           | 1893-1914 + 1923- | 283 m | 045 m |       |
|       | Funicular dos | Guindais    | Porto            | 1891-1893 + 2004- | 281 m |       | 20%   |
|       | Elevador da   | Glória      | Lisboa           | 1885-             | 276 m |       | 18%   |
|       | Elevador do   | Bom Jesus   | Braga            | 1882-             | 274 m | 116 m | 42%   |
|       | Elevador do   | Lavra       | Lisboa           | 1884-             | 188 m |       | 23%   |
|       | Funicular de  | Viseu       | Viseu            | 2009-2019         | 400 m |       | 16%   |
|       | Funicular de  | São João    | Covilhã          | 2013-             | 200 m | 72 m  |       |
|       | Elevador do   | Castelo     | Leiria           | 2021-             |       |       |       |